# The Concert for Bangladesh
The Concert for Bangladesh è un album dal vivo di George Harrison and Friends, pubblicato nel 1971. È un triplo album registrato durante il concerto di beneficenza per il Bangladesh al Madison Square Garden di New York il 1º agosto 1971.
Co-prodotto da Phil Spector con la sua caratteristica tecnica detta "Wall of Sound" dal vivo, la pubblicazione dell'album venne posticipata di tre mesi a causa del protrarsi delle negoziazioni tra Harrison e due diverse case discografiche, la Capitol e la Columbia/CBS. Oltre ai partecipanti principali, Harrison stesso, Ringo Starr, Bob Dylan, Eric Clapton, Ravi Shankar, Leon Russell e Billy Preston; i musicisti e i cantanti che parteciparono alle esibizioni dalle quali fu tratto il disco furono i Badfinger, Jim Horn, Klaus Voormann, Alla Rakha, Jim Keltner, Jesse Ed Davis e Claudia Linnear. La confezione originale del triplo LP includeva un libretto di 64 pagine con foto dei concerti; la copertina dell'album, opera di Tom Wilkes, consiste in una fotografia di un bambino denutrito seduto accanto a una ciotola vuota.
Alla pubblicazione l'album fu un successo sia commerciale sia di critica, salendo in vetta alle classifiche in molte nazioni, e si aggiudicò il premio Grammy Award come album dell'anno nel marzo 1973. Nel 2005 il disco è stato ristampato in formato rimasterizzato con una copertina diversa, questa volta raffigurante George Harrison.
Il critico Tom Moon lo descrisse come "un album da suonare ogni volta che la vostra fede nel potere della musica inizia a vacillare". I ricavi delle vendite dell'album continuano tuttora ad andare alla George Harrison Fund, fondazione con il patrocinio dell'UNICEF, che nel 2011 raccolse 1.2 milioni di dollari in favore dei bambini del Corno d'Africa, nel corso di una campagna umanitaria in occasione del 40º anniversario della pubblicazione dell'album.

## Il concerto
Essendo stato messo al corrente dall'amico Ravi Shankar a proposito della gravità delle condizioni delle popolazioni del Bangladesh, George Harrison pensò di organizzare un concerto di beneficenza con la partecipazione di varie rock star. Dopo i rifiuti di Paul McCartney (per questioni legate al management dei componenti dei Beatles) e di John Lennon (per il rifiuto da parte di Harrison di un'esibizione in coppia con la moglie Yōko Ono), le star partecipanti furono: George Harrison, Ringo Starr, Ravi Shankar, Leon Russell, Billy Preston, Eric Clapton e Bob Dylan; riguardo a quest'ultimo la partecipazione fu in bilico fino all'ultimo, e solo l'amicizia con Harrison riuscì a dissipare le sue paure. Il concerto, l'album e il film ricavato, furono un enorme successo. Bob Geldof ha dichiarato che il concerto per il Bangladesh fu il pioniere dei concerti di beneficenza, compreso il Live Aid da lui organizzato.

## Registrazione
Durante la conferenza stampa tenuta da lui e Shankar a New York il 27 luglio, Harrison affermò che un album dal vivo sarebbe potuto essere pronto per la pubblicazione entro dieci giorni dagli show. Anche se questa stima si sarebbe rivelata troppo ottimistica, l'anno seguente, nel tentativo di limitare la diffusione di bootleg, Elvis Presley riuscì a far pubblicare il suo album Elvis: As Recorded at Madison Square Garden a soli otto giorni dalla registrazione.
Harrison e il co-produttore Phil Spector iniziarono a lavorare all'album il 2 agosto, ai Record Plant per circa una settimana. Successivamente, Spector raccontò che avevano passato "sei mesi" a mixare il disco per un totale di quattro ore di musica; in realtà, il processo durò quasi un mese, come riferito da Harrison al talk-show di Dick Cavett in novembre.
Nel 2011, Spector identificò due problemi fondamentali che causarono il ritardo nella pubblicazione dell'album dal vivo tratto dai concerti per il Bangladesh, entrambi collegati alla gran fretta con cui i concerti erano stati organizzati: «Fu un caos [al Madison Square Garden] - abbiamo avuto tre ore per microfonare la band, poi è arrivato il pubblico, e non sapevamo come far ascoltare il pubblico al microfono». E invece di avere una "band normale", per il concerto fu impiegata una vera e propria orchestra "Wall of Sound": due batteristi (Ringo Starr e Jim Keltner), due tastieristi (Billy Preston e Leon Russell), una sezione fiati composta da sei elementi (guidati da Jim Horn), tre chitarristi elettrici (Harrison, Eric Clapton e Jesse Ed Davis), e un trio di chitarre acustiche che dovevano "percepirsi ma non sentirsi" (Pete Ham, Tom Evans e Joey Molland), i sette membri del "Soul Choir" di Don Nix, insieme al bassista Klaus Voormann e al percussionista Mike Gibbins dei Badfinger. Nella sua recensione del film Concert for Bangladesh per la rivista NME, John Pidgeon descrisse la scena come "l'incubo di ogni roadie, microfoni, strumenti, amplificatori e altoparlanti dappertutto".
Prima dei concerti veri e propri, ci furono poi le tradizionalmente difficili da registrare esibizioni dei musicisti indiani di Ravi Shankar e Ali Akbar Khan – i cui sottili toni musicali erano facilmente perdibili in grandi arene affollate di gente.

### Produzione
Considerando l'amicizia al primo posto, Harrison aveva promesso ai principali partecipanti al concerto che, se le cose fossero andate male il 1º agosto, le loro esibizioni sarebbero state escluse da qualsiasi album o film ricavato dai concerti. Harrison inviò inoltre un mixaggio preliminare dell'album a Bob Dylan chiedendo il suo benestare. Di tutti i partecipanti, solamente Leon Russell scelse di intervenire, volendo ritoccare il suo medley Jumpin' Jack Flash/Youngblood, che apparentemente remixò egli stesso. Le operazioni di post-produzione per le registrazioni al Madison Square Garden furono minime, Harrison raddoppiò la sua traccia vocale su While My Guitar Gently Weeps, e tagliò alcune parti di Wah-Wah, montando insieme il meglio delle due esecuzioni del pezzo negli show. In aggiunta, è possibile che il brano di musica indiana Bangla Dhun di Shankar & Khan sia stato pesantemente accorciato: Harrison disse che il pezzo durò 45 minuti dal vivo, ma la durata della traccia inclusa nell'album è di appena 17 minuti circa e nel film, solo di 15.
Il mixaggio finale, per album e film, venne ultimato a Los Angeles in settembre, agli A&M Studios dove se ne occuparono gli ingegneri del suono Norman Kinney e Steve Mitchell. Nel 2005 Kinney e Mitchell confermarono che la musica proveniente da entrambi i concerti, pomeridiano e serale, fu usata come fonte del materiale per film ed album; inoltre raccontarono che Spector insistette ripetutamente affinché loro alzassero il volume del pubblico, in modo da far sentire maggior entusiasmo ed enfasi nella registrazione. Il secondo show fu migliore dal punto di vista audio e quindi fu preferito come fonte del materiale. Le eccezioni furono le seguenti: Wah-Wah, che inizia con la versione serale e prosegue con la versione pomeridiana al minuto 2:53; l'introduzione da parte della band di Harrison, e While My Guitar Gently Weeps, che provengono entrambe dal primo show; e il medley di Russell, che proviene anch'esso dallo spettacolo pomeridiano sull'album, ma invece nel film, l'audio del frammento Youngblood proviene dal secondo show.

### Ostruzionismo da parte della casa discografica

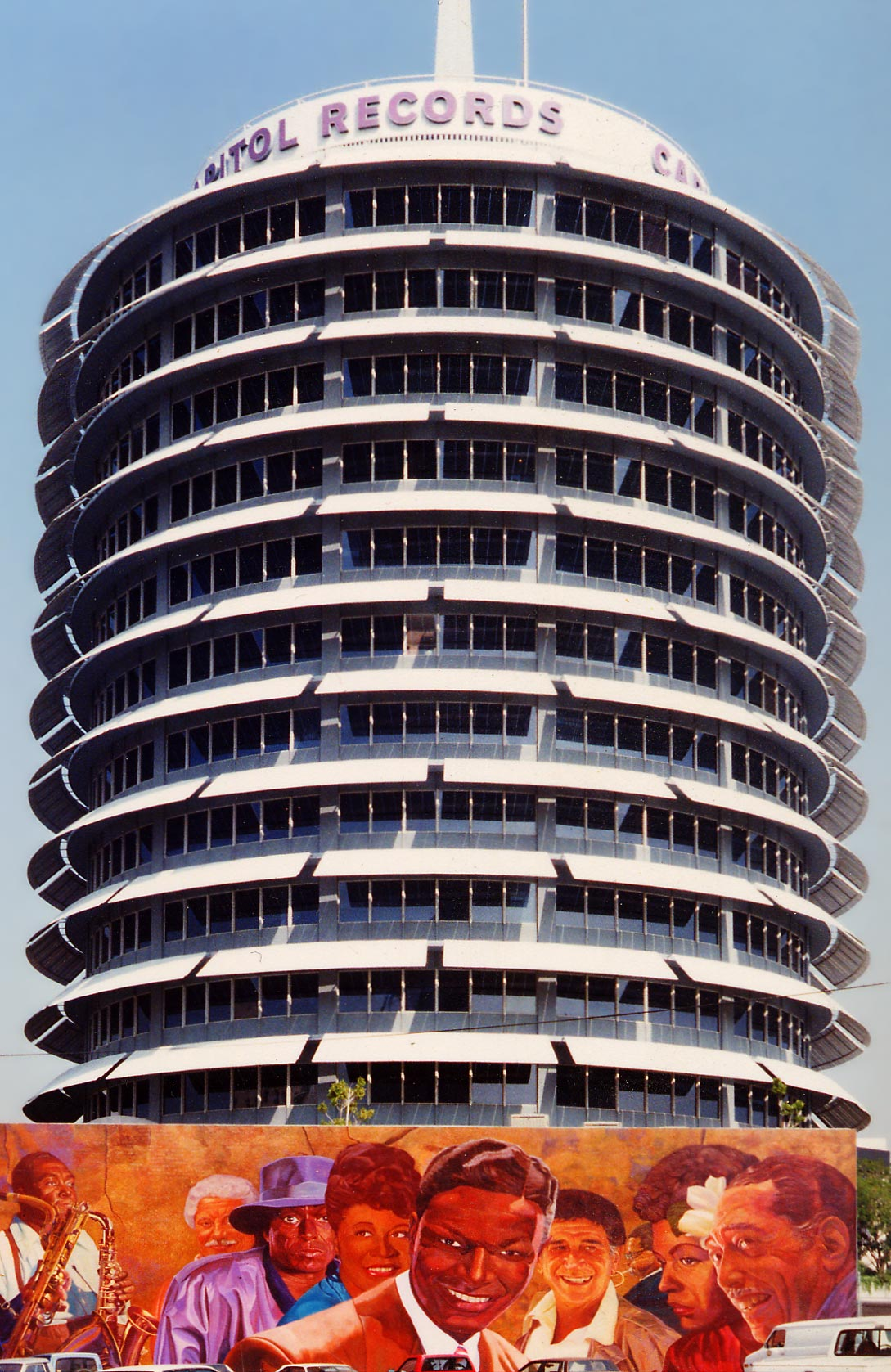
Gli uffici della Capitol Records, Hollywood, California

Il 23 agosto, la stampa riportò la notizia che dei presunti "problemi legali" erano la ragione dietro la posticipazione dell'uscita dell'annunciato album dal vivo – problemi che si rivelarono essere i disaccordi tra la Capitol Records (distributrice dei dischi Apple negli Stati Uniti) e la Columbia Records (etichetta di Bob Dylan) su chi avesse i diritti per la pubblicazione del disco. La Columbia/CBS fu alla fine acquietata con la proposta di garantire loro i diritti di distribuzione dei nastri in Nord America, e di nastri e dischi nel resto del mondo. 
Un altro scoglio era l'insistenza da parte della Capitol a ricevere un compenso monetario, calcolato intorno ai $400,000, per coprire i costi di produzione e distribuzione del triplo LP. Questa era una posizione dalla quale il presidente della EMI Bhaskar Menon rifiutava di muoversi, mentre Harrison era ugualmente irremovibile sul fatto che, poiché tutti gli artisti fornivano i loro servizi gratuitamente e la Apple forniva gratuitamente la confezione dell'album, la casa discografica "doveva anch'essa rinunciare a qualche cosa".
Con il missaggio audio completato a Los Angeles, Harrison passò gran parte del settembre 1971 a New York lavorando al film tratto dal concerto, prima di tornare a Londra. Lì presenziò alla riapertura degli Apple Studios il 30 settembre e produsse il singolo di debutto di Lon & Derrek Van Eaton, oltre a partecipare a un'infruttuosa riunione d'affari con il fisco britannico nel tentativo di chiedere un'esenzione fiscale sui proventi futuri delle vendite dell'album che dovevano andare in beneficenza. Harrison tornò a New York il 5 ottobre ed annunciò che il disco dal vivo per il Bangladesh sarebbe stato pubblicato il mese successivo.
Nella quarta settimana di novembre – in piena stagione natalizia (tradizionalmente favorevole per il mercato discografico) e quasi quattro mesi dopo lo svolgimento dei concerti – Harrison diede voce alla propria frustrazione nel corso del programma Dick Cavett Show. Egli era al programma per promuovere il documentario Raga su Ravi Shankar, ma si lanciò anche in una lamentela circa i problemi che aveva incontrato per colpa dell'interferenza della Capitol e dichiarò di voler pubblicare l'album per la Columbia. Lo sfogo attrasse l'attenzione della stampa, che accusò la Capitol di "voler speculare sulla pelle dei profughi bengalesi", cosa che portò la compagnia a fare marcia indietro ed acconsentire alla pubblicazione dell'album secondo i termini di Harrison, per mettere un freno a questa brutta pubblicità. Di tutte le etichette coinvolte, solamente la Columbia ricavò profitti da The Concert for Bangladesh – 25 centesimi su ogni copia venduta. Anche se nessuno di questi guadagni andò agli artisti, Dylan e la sua casa discografica beneficiarono della pubblicità proveniente dai concerti per il Bangladesh, attraverso la contemporanea pubblicazione della raccolta Bob Dylan's Greatest Hits Vol. II. Degli altri musicisti coinvolti nel progetto, le carriere di Preston (A&M Records) e Russell (Shelter) ebbero un'impennata grazie alla loro partecipazione al concerto.
Una volta che l'album ebbe una data certa di pubblicazione, i termini finanziari della Apple assicurarono che la maggior parte dei ricavi monetari andassero in beneficenza, ma sarebbe stato difficile per i rivenditori trarre profitto dal punto di vista finanziario. Alcuni rivenditori risposero con "aumenti spudorati del prezzo di vendita al pubblico" del triplo album, apparentemente dietro indicazione della Capitol. A seguito del protrarsi delle negoziazioni per la pubblicazione del disco, la disaffezione di Harrison nei confronti della EMI/Capitol si fece palese e fu un fattore determinante dietro la sua decisione di firmare un contratto con la A&M Records nel gennaio 1976. I gretti problemi monetari contro i quali si era dovuto scontrare discutendo con le case discografiche, uniti all'apatia con la quale i governi occidentali sembravano interessarsi ai problemi della popolazione del Bangladesh, ispirarono a Harrison la canzone The Day the World Gets 'Round inclusa nell'album Living in the Material World del 1973.

## Copertina
La confezione dell'album fu disegnata dai partner della Camouflage Productions Tom Wilkes e Barry Feinstein, lo stesso team responsabile della grafica di All Things Must Pass. Insieme ad Alan Pariser, sia Wilkes che Feinstein avevano scattato delle fotografie al Madison Square Garden, durante il soundcheck del 31 luglio e durante i concerti stessi il giorno successivo, che sarebbero andate a costituire il libretto a colori da 64 pagine allegato all'album nel formato originale in triplo vinile. Wilkes si occupò inoltre della copertina di  Concert for Bangladesh che sarebbe stata utilizzata anche per il manifesto cinematografico del film, la "spettrale" immagine di un bambino nudo e denutrito seduto accanto a una ciotola desolatamente vuota, che l'autore Bruce Spizer scrisse era stata presa da un'agenzia di stampa ed abbondantemente ritoccata con l'aerografo da Wilkes. Avendo creato poco tempo prima la provocatoria e simile copertina del singolo Bangla Desh di Harrison, Wilkes voleva "catturare la vera compassione umana" nell'immagine per la copertina del disco.
Il retro del booklet fotografico mostra una custodia per chitarra aperta con dentro cibo e medicinali, e sotto un paio di biglietti del concerto al Madison Square Garden. Con questa immagine, Wilkes intendeva ispirare un senso di speranza, con l'idea che gli spettatori dei concerti e gli acquirenti dell'album sapessero di stare contribuendo, con il proprio denaro, alla causa dei rifugiati del Pakistan dell'est.
I tre dischi in vinile furono inseriti in un box set arancione. Tuttavia, nella ristampa in CD del 1991 dell'album, la foto di copertina era su sfondo bianco, replicando la copertina originale del libretto fotografico. Come fatto notare da molti commentatori nel 1991, l'inevitabile ridimensionamento del formato per l'edizione in CD fece perdere gran parte dell'effetto originale delle foto nel booklet, anche perché il numero delle pagine dello stesso fu ridotto a 36.
Ulteriori cambiamenti al design originale della Camouflage si ebbero in occasione della ristampa rimasterizzata dell'album nel 2005 in CD. Nel 1971, la dirigenza della Capitol si era preoccupata del fatto che la copertina dell'album potesse essere troppo "deprimente" e quindi non commerciale, secondo quanto riportato da Jon Taplin, che era stato il production manager dei concerti al Madison Square Garden; ma Harrison era stato irremovibile nella sua scelta. Nell'ottobre 2005, quattro anni dopo la morte di Harrison, la versione rimasterizzata di Concert for Bangladesh apparve con una nuova copertina, questa volta costituita da una sua foto scattata durante i concerti, anche se l'edizione speciale del film in DVD mantenne la grafica originale.

## Pubblicazione e riconoscimenti
The Concert for Bangladesh venne pubblicato negli Stati Uniti il 20 dicembre 1971, e il 10 gennaio 1972 in Gran Bretagna, con lo stesso numero di catalogo Apple Records (STCX 3385) in entrambe le nazioni. Il prezzo di vendita per il triplo album venne fissato a $12.98 in America e a £5.50 nel Regno Unito, un prezzo molto alto dovuto a una tassazione aggiuntiva. I prezzi furono criticati, anche se il ricavato delle vendite doveva presumibilmente andare in beneficenza. In maniera simile, il progetto umanitario si trovò coinvolto in problemi fiscali, che vennero alla luce dopo la pubblicazione dell'album dal vivo, e furono fonte di frustrazione e stress per Harrison, anche se vari commentatori hanno fatto notare come questi problemi non tolsero nulla al "clamoroso successo" del progetto di Harrison & Shankar in favore dei profughi del Bangladesh.
Nonostante il costo elevato, l'album si rivelò un immediato successo commerciale. Negli Stati Uniti, trascorse sei settimane al numero 2 della classifica Billboard Top LPs. In Gran Bretagna, The Concert for Bangladesh divenne il secondo numero 1 in classifica di Harrison dopo All Things Must Pass. L'album venne certificato disco d'oro dalla RIAA il 4 gennaio 1972 con vendite di oltre 500,000 copie.
Nel marzo 1973, The Concert for Bangladesh si aggiudicò il premio Grammy Award come miglior album dell'anno. In assenza di Harrison, fu Ringo Starr a ritirare il premio durante la cerimonia svoltasi a Nashville. Ringo ritirò quattordici premi quella sera, uno per ciascun principale partecipante al concerto.
Molte altre personalità hanno elogiato il ruolo di George Harrison in questo progetto umanitario, primo tra tutti Kofi Annan, ex segretario generale delle Nazioni Unite.

## Ristampa
La ristampa contiene un artwork differente (ora c'è George Harrison in copertina), divide l'album in 2 cd e contiene un inedito: Love Minus Zero/No Limit, eseguita da Bob Dylan durante il concerto pomeridiano. Alla ristampa su CD si accompagna la pubblicazione del film su DVD, in versione normale e limitata.

## Tracce

### LP 1
Lato A
1. George Harrison e Ravi Shankar – George Harrison/Ravi Shankar introduction – 5:19
2. Ravi Shankar – Bangla Dhun – 16:40 (Ravi Shankar)

Durata totale: 21:59
Lato B
Testi e musiche di George Harrison tranne dove indicato.
1. George Harrison – Wah-Wah – 3:30
2. George Harrison – My Sweet Lord – 4:36
3. George Harrison – Awaiting On You All – 3:00
4. Billy Preston – That's The Way God Planned It – 4:20 (Billy Preston)

Durata totale: 15:26

### LP 2
Lato C
Testi e musiche di George Harrison tranne dove indicato.
1. Ringo Starr – It Don't Come Easy – 2:38 (Ringo Starr)
2. George Harrison e Leon Russell – Beware of Darkness – 3:26
3. George Harrison – Band introduction – 2:39
4. George Harrison – While My Guitar Gently Weeps – 4:53

Durata totale: 13:36
Lato D
1. Leon Russell e Don Preston – Medley – 9:27 (Mick Jagger, Keith Richards, Jerry Leiber, Mike Stoller, Doc Pomus)
2. George Harrison – Here Comes the Sun – 2:59 (George Harrison)

Durata totale: 12:26

### LP 3
Lato E
Testi e musiche di Bob Dylan.
1. Bob Dylan – A Hard Rain's A-Gonna Fall – 5:44
2. Bob Dylan – It Takes a Lot to Laugh, It Takes a Train to Cry – 3:07
3. Bob Dylan – Blowin' in the Wind – 4:07
4. Bob Dylan – Mr. Tambourine Man – 4:45
5. Bob Dylan – Just Like a Woman – 4:49

Durata totale: 22:32
Lato F
Testi e musiche di George Harrison.
1. George Harrison – Something – 3:42
2. George Harrison – Bangla Desh – 4:55

Durata totale: 8:37

## Formazione
Artisti principali
- George Harrison - voce, chitarre, chitarra acustica
- Eric Clapton – chitarra solista
- Billy Preston – voce, tastiere
- Ringo Starr – batteria, voce, tamburino
- Leon Russell – basso, tastiere, armonie vocali
- Bob Dylan – voce, chitarra acustica, armonica a bocca
- Ravi Shankar – sitar
- Ustad Ali Akbar Khan – sarod
- Ustad Alla Rakha – tabla
- Kamala Chakravarty – tambura

Musicisti di supporto
- Jesse Ed Davis – chitarra ritmica
- Tom Evans – chitarra acustica
- Pete Ham – chitarra acustica
- Mike Gibbins – tambourine
- Jim Keltner – batteria
- Joey Molland – chitarra acustica
- Don Preston – chitarre, armonie vocali
- Carl Radle – basso
- Klaus Voormann – basso

The Hollywood Horns
- Jim Horn, Allan Beutler, Chuck Findley, Jackie Kelso, Lou McCreary, Ollie Mitchell - sassofono, tromba

Coristi
- Don Nix, Jo Green, Jeanie Greene, Marlin Greene, Dolores Hall, Claudia Linnear - armonie vocali, cori

Produzione
- George Harrison, Phil Spector - produzione
- Norman Kinney, Steve Mitchell - missaggio

## Accoglienza
| Recensione                    | Giudizio |
| ----------------------------- | -------- |
| AllMusic                      | [ 93 ]   |
| Rolling Stone                 | [ 94 ]   |
| Blender                       | [ 95 ]   |
| Robert Christgau              | B–       |
| Record Collector              | [ 97 ]   |
| Mojo                          | [ 98 ]   |
| Encyclopedia of Popular Music | [ 99 ]   |
| MusicHound                    | [ 100 ]  |
| Q                             | [ 101 ]  |
| Uncut                         | [ 102 ]  |

### Recensioni contemporanee
«Se comprerete un solo LP nel 1972, comprate questo», così scrisse Richard Williams su Melody Maker, facendosi portavoce dell'apprezzamento generale della critica nei confronti del progetto umanitario di George Harrison. Williams si sprecò in lodi per ogni traccia dell'album: indicò il duetto musicale tra Ravi Shankar e Ali Akbar Khan alla fine di Bangla Dhun come "una meravigliosa apertura" per il concerto; il terzetto di brani di Harrison tratti da All Things Must Pass furono descritti "incredibilmente... in qualche modo persino migliori degli originali, con uno spettacolare lavoro alla batteria da parte di Ringo Starr e Jim Keltner, in particolare su Awaiting On You All"; Williams inoltre concluse affermando che That's the Way God Planned It di Billy Preston era "eccitante", e il pubblico "impazzito" alla fine della canzone.
Rolling Stone definì il concerto un "momento cruciale nell'evoluzione del rock 'n' roll", e Jon Landau dichiarò: "The Concert for Bangla Desh è il rock che raggiunge la maturità." Per il giornalista di Rolling Stone, il vertice dell'album era la traccia finale Bangla Desh, il cui testo era lungi dall'essere "un'espressione di intenti ma piuttosto una dichiarazione di missione compiuta". Landau ebbe inoltre parole di apprezzamento per la professionalità dell'intero show, giudicando unico neo, unico "momento fuori posto", il medley Jumpin' Jack Flash/Youngblood di Leon Russell.
Roy Carr e Tony Tyler sul New Musical Express furono ugualmente generosi nei confronti del disco definito "probabilmente il più grande evento rock and roll al coperto mai tenutosi"; e conclusero dicendo che, secondo loro, anche solo le cinque canzoni eseguite da Bob Dylan "giustificavano ampiamente" il prezzo dell'album. Avendo assistito ai concerti sei mesi prima, Ed Kelleher della rivista Circus non poté fare a meno di far notare come il disco dal vivo non rendesse pienamente giustizia alla "magia di quella serata". Dopo aver definito momenti cruciali del disco l'esecuzione di Just Like a Woman da parte di Dylan ("in grado di farvi piangere e ridere di gioia allo stesso tempo"), il medley di Russell, e Here Comes the Sun di Harrison, insieme al talento di Shankar; Kelleher ammise la futilità nel voler trovare a tutti i costi i migliori momenti in un album che era "tutto un capolavoro".
While My Guitar Gently Weeps fu una di quelle tracce che ricevettero maggiori attenzioni, grazie alle "duellanti" chitarre di Harrison e Clapton.

### Recensioni moderne
Se le varie imperfezioni tecniche del concerto passarono inosservate nelle entusiastiche recensioni dell'epoca nel 1972, – o persino applaudite in virtù della sincerità del momento, come nel caso di Starr che si dimentica le parole del testo di It Don't Come Easy – le recensioni dell'album in occasione della ristampa in formato CD sottolinearono la scarsa qualità audio dell'esibizione. Nella sua recensione su AllMusic nel 2001, Bruce Eder notò che l'"imperfetto sound" non impediva comunque all'album di essere considerato "un documento unico dal vivo che mostra Harrison vicino al suo meglio". Altro argomento di discussione, soprattutto tra i biografi di Harrison, fu la presenza di Leon Russell. Alan Clayson descrive l'onnipresenza del cantante e musicista dell'Oklahoma – "l'epitome dell'auto-soddisfatorio sessismo del turnista dei Delaney & Bonnie", aggiungendo poi che egli si mise sotto la luce dei riflettori in maniera così evidente da rischiare che il concerto si trasformasse nel "The Leon Russell Show". Anche Simon Leng biasimò "la mania di protagonismo" di Russell, e lo trovò fuori posto tra l'"ingenuità naïf" di Billy Preston e la professionalità di Harrison e Shankar, alla quale solo Dylan poteva tenere testa. In The Rolling Stone Album Guide (1992), Paul Evans assegnò al disco tre stellette preferendo l'esibizione di Dylan a quella di Harrison.
The Concert for Bangladesh continua comunque ad essere recensito positivamente dalla critica anche a posteriori. Tra i recensori della ristampa del 2005, Mojo definì "sontuosa" la rimasterizzazione del suono mentre Richard Ginell di AllMusic scrisse: "Senza dubbio, questo concerto epocale è stato l'evento principale della vita pubblica di George Harrison, un gesto di grande benevolenza che ha catturato il momento storico e, non a caso, ha prodotto una musica entusiasmante come eredità permanente." Scrivendo su Rolling Stone quello stesso anno, Anthony DeCurtis dichiarò: "The Concert for Bangladesh è giustamente ritenuto nella storia del rock il modello per iniziative umanitarie quali Band Aid, Live Aid, Live 8, ecc... Enfatizzando l'idealismo del concerto, tuttavia, è facile sottovalutare l'importanza musicale di quest'opera, che è una vera gemma." Dan Ouellette di Billboard considerò che il disco "regge bene come raccolta di successi dal vivo", prima di concludere: "Ma la rivelazione è l'esilarante ed esaltante inizio del concerto, la melodia classica indiana orientale improvvisata Bangla Dhun, con il maestro del sitar Ravi Shankar."
Nel libro 1,000 Recordings to Hear Before You Die, Tom Moon scrive a proposito di The Concert for Bangladesh: "un album da suonare ogni volta che la vostra fede nel potere della musica inizia a vacillare." The Concert for Bangladesh è inoltre citato nel libro del 2006 di Sean Egan 100 Albums That Changed Music e in The Mojo Collection: The Greatest Albums of All Time.